# Национальный орден Заслуг (Мавритания)
Национальный орден заслуг – высшая государственная награда Мавритании.

## История

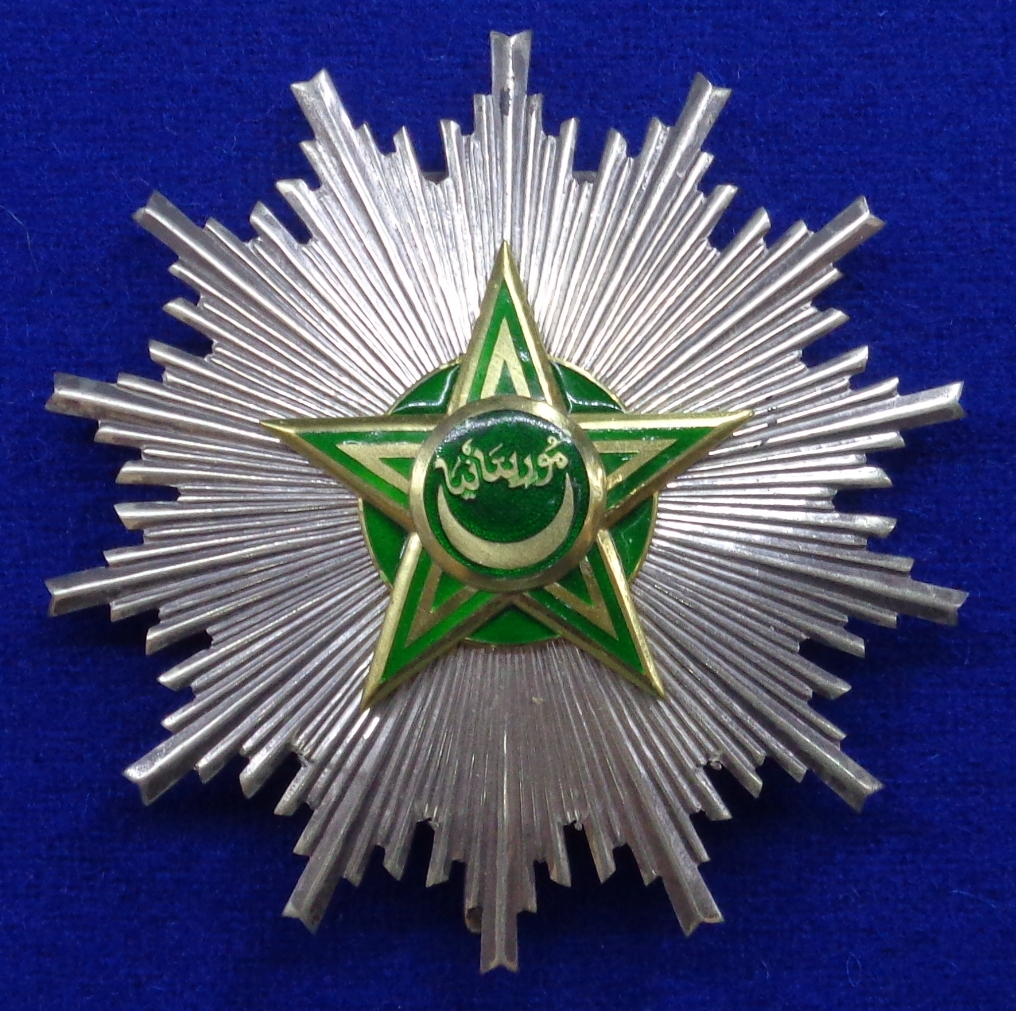
Звезда Великого офицера

Национальный орден Заслуг был учреждён 2 ноября 1961 года.

## Степени
Национальный орден Заслуг имеет пять классов:
- Кавалер Большого креста – знак ордена на чрезплечной ленте и звезда на левой стороне груди.
- Великий офицер – знак ордена на нагрудной ленте с розеткой и звезда на правой стороне груди.
- Командор – знак ордена на шейной ленте.
- Офицер – знак ордена на нагрудной ленте с розеткой.
- Кавалер – знак ордена на нагрудной ленте.

## Описание
Знак ордена – пятиконечная звезда зелёной эмали с золотистым бортиком и внутренней каймой, наложенная на круг зелёной эмали с золотистым бортиков, выступающим между лучами звезды в виде штралов. В центре звезды круглый медальон зелёной эмали с золотистым бортиком. В медальоне золотой полумесяц рогами вверх, над которым надпись на арабском языке. Знак при помощи переходного звена в виде золотых полумесяца рогами вверх и пятиконечной звезды крепится к орденской ленте.
Звезда ордена четырнадцатиконечная – лучи формируются из множества двугранных раздвоенных на концах лучиков. В центре звезды знак ордена.
Лента ордена шёлковая муаровая зелёного цвета с жёлтыми полосками отстающими от края и серебряной полоской по центру.